# علم إلينوي

علم ولاية إلينوي

علم ولاية إلينوي تم إنشاؤه في يوم 17 أيلول من عام 1969 م وأعتمد كعلم رسمي للولاية في يوم 1 تموز - يوليو من عام 1970. ويتكون علم الولاية من شعار النبالة للولاية مستندة على خلفية بيضاء اللون وفي أسفل الشعار مكتوب اسم الولاية "Illinois" باللون الأزرق

## أعلام سابقة
|  |